# Milesia cretosa
Milesia cretosa är en tvåvingeart som beskrevs av Heikki Hippa 1990. Milesia cretosa ingår i släktet Milesia och familjen blomflugor. Inga underarter finns listade i Catalogue of Life.